# サウゼ・ディ・チェザーナ
サウゼ・ディ・チェザーナ（伊: Sauze di Cesana）は、イタリア共和国ピエモンテ州トリノ県にある、人口約200人の基礎自治体（コムーネ）。

## 地理

### 位置・広がり

#### 隣接コムーネ
隣接するコムーネは以下の通り。括弧内のFR-05はフランスのオート＝アルプ県所属を示す。
- Abriès (FR-05)
- チェザーナ・トリネーゼ
- プラジェラート
- プラーリ
- セストリエーレ

## 行政

### 分離集落
サウゼ・ディ・チェザーナには、以下の分離集落（フラツィオーネ）がある。
- Grangesises, Rollieres, Bessen Bass, Bessen Haut